# Colobaspis
Colobaspis es un género de coleóptero de la familia Megalopodidae.

## Especies
Las especies de este género son:
- Colobaspis aeneipennis
- Colobaspis atrithorax
- Colobaspis bicolor
- Colobaspis bicoloriceps
- Colobaspis carinata
- Colobaspis costatipennis
- Colobaspis dollmani
- Colobaspis femorata
- Colobaspis flavonigra
- Colobaspis fraxini
- Colobaspis hargreavesi
- Colobaspis kwangtungensis
- Colobaspis lacordairei
- Colobaspis neavei
- Colobaspis notaticollis
- Colobaspis nyassae
- Colobaspis omeiensis
- Colobaspis pallida
- Colobaspis pulchra
- Colobaspis regalis
- Colobaspis septemmaculata
- Colobaspis speciosa
- Colobaspis suturalis
- Colobaspis theresae
- Colobaspis vitalisi